# I. Dobrovoljačka pukovnija „Kralj Tomislav“
Das I. Dobrovoljačka pukovnija „Kralj Tomislav“ (I. Freiwilligen-Regiment „Kralj Tomislav“) war eine Einheit des kroatischen Heeres (HV). Sie wurde zu Beginn des Kroatienkrieges im Dezember 1991 mehrheitlich aus kroatischen und bosniakischen Freiwilligen aus Bosnien und Herzegowina aufgestellt. Ihr Kommandeur war Mate Šarlija (1929–1999). Die Einheit war vor allem im Kampf gegen die Jugoslawische Volksarmee und serbische Freischärler im südlichen Dalmatien und in der angrenzenden Herzegowina im Einsatz. Sie wurde zu Beginn des Bosnienkrieges Ende Mai 1992 der Territorialverteidigung der bosnischen Armee (ARBiH) angegliedert und in 1. Bosansko-hercegovački korpus-zbor „Kralj Tomislav“ (1. Bosnisch-herzegowinisches Korps  „Kralj Tomislav“) umbenannt. Wenige Tage danach wurde am 6. Juni 1992 aus Teilen der Einheit eine Elitetruppe des kroatischen Verteidigungsrates (HVO) gebildet, die Spezialeinheit PPN „Ludvig Pavlović“

## Geschichte

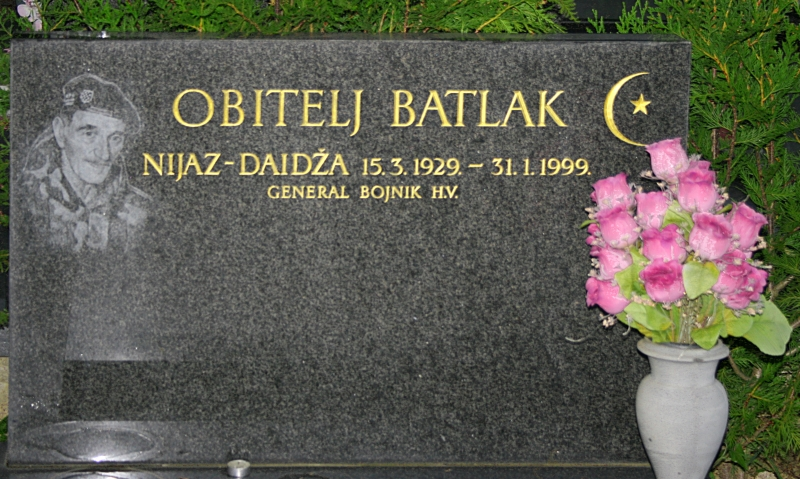
Grab von Kommandeur Mate Šarlija (alias Nijaz Batlak) mit dessen Konterfei, auf dem Mirogoj-Friedhof in Zagreb

Die Einheit wurde zu Beginn des Kroatienkrieges formell im Januar 1992 in Opuzen aufgestellt. Für hochrangige Angehörige der Einheit wird bereits ein früherer Eintritt in die Einheit angegeben. Ihr Gefechtsstand befand sich Gebäude der Grundschule von Dragljane bei Vrgorac. Kommandeur war Mate Šarlija (1929–1999), dessen Stellvertreter Božan Šimović (1959–1992).
Die Angehörigen der Einheit rekrutierten sich auch aus vielen kroatischen Freiwilligen aus dem angrenzenden Bosnien und Herzegowina, vor allem aus Stolac, Čapljina, Ljubuški und Široki Brijeg. Diese Freiwilligen hatten zuvor vor allem an Kämpfen auf dem südlichen kroatischen Kriegsschauplatz in Dalmatien teilgenommen. So an den Kämpfen um Konavle, Osojnik, Čepikuće und der Belagerung von Dubrovnik. Bei dem Kampf um Čepikuće bei Dubrovnik am 1. Oktober 1991 verteidigten 45 Freiwillige den strategisch wichtigen Ort gegen über 400 Soldaten der Jugoslawischen Volksarmee und der montenegrinischen Territorialverteidigung. Dabei wurde zwei kroatische Freiwillige verletzt sowie sieben jugoslawische Soldaten getötet und über 80 verletzt.
Nach Aufstellung und einer Grundausbildung nahm die Einheit in der angrenzenden Herzegowina an der Verteidigung von Kruševo bei Mostar gegen serbische und jugoslawische Einheiten teil.
Am 24. April 1992 nahm die Einheit unter minimalen Verlusten die Kaserne der Jugoslawischen Volksarmee in Čapljina (Herzegowina) ein. Dabei wurden große Mengen militärischer Ausrüstung, Waffen sowie zwei Panzer erbeutet.
Nach weiteren Kämpfen im Gebiet um Mostar, begab sich die Einheit zurück in ihren Gefechtsstand nach Dragljane in Kroatien.